# Sierra Tonante
Sierra Tonante im Mirabilandia (Emilia-Romagna, Italien) war eine Holzachterbahn, die 1992 eröffnet wurde. Sie wurde vom Ingenieurbüro Stengel GmbH und von William Cobb konstruiert. Sie wurde 2007 geschlossen und abgerissen, um für die neue Achterbahn iSpeed Platz zu machen, die 2009 eröffnet wurde.
Die 1000 m lange Strecke besaß eine Höhe von 35 Meter. Dabei erreichte sie eine Höchstgeschwindigkeit von 100 km/h. Auf der 1 Minute und 30 Sekunden andauernden Fahrt erlebten die Fahrgäste 4 g.

## Züge
Sierra Tonante besaß zwei Züge des Herstellers S.D.C. mit jeweils acht Wagen. In jedem Wagen konnten vier Personen (zwei Reihen à zwei Personen) Platz nehmen.